# Svenska riksdagsgruppen
Svenska riksdagsgruppen är en riksdagsgrupp i Finlands riksdag. Den består av riksdagsledamöterna från Svenska folkpartiet (SFP) samt av Ålands riksdagsledamot. Riksdagsgruppen bildades 1907 och har under årens lopp haft varierande sammansättning. Svenska folkpartiets ledamöter samt Ålands riksdagsledamot har dock alltid suttit i gruppen. Tidvis har även obundna riksdagsledamöter valt att sitta i gruppen.